# Mexikos delstater
Mexiko är indelat i 31 delstater (spanska: estados) och ett federalt distrikt (spanska: Distrito Federal), där huvudstaden Mexico City ligger.
Delstaterna har rätt att beskatta sin medborgare och de leds av en guvernör som väljs av folket för en 6-årig mandatperiod. Såsom hela federationen, har delstaterna också sina egna grundlagar som följer maktdelningsprincipen. Största delen av delstaterna har enkammarriksdag. Delstaterna har delats i kommuner (spanska: municipios).
|                        |                 |             |                           |            |
| Mexican_states.png     |                 |             |                           |            |
| Namn                   | Invånare (2022) | Areal (km²) | Huvudstad                 | ISO 3166-2 |
| Mexikos förenta stater | 127 104 000     | 1 972 550,0 | Mexico City               |            |
| 1. Aguascalientes      | 1 465 000       | 5 615,7     | Aguascalientes            | MX-AGU     |
| 2. Baja California     | 3 822 000       | 71 450,0    | Mexicali                  | MX-BCN     |
| 3. Baja California Sur | 759 000         | 73 909,4    | La Paz                    | MX-BCS     |
| 4. Campeche            | 965 000         | 57 484,9    | Campeche                  | MX-CAM     |
| 5. Chiapas             | 5 602 000       | 73 311,0    | Tuxtla Gutiérrez          | MX-CHP     |
| 6. Chihuahua           | 3 806 000       | 247 412,6   | Chihuahua                 | MX-CHH     |
| 7. Coahuila            | 3 189 000       | 151 594,8   | Saltillo                  | MX-COA     |
| 8. Colima              | 830 000         | 5 626,9     | Colima                    | MX-COL     |
| 9. Durango             | 1 846 000       | 123 364,0   | Victoria de Durango       | MX-DUR     |
| 10. Guanajuato         | 6 205 000       | 30 606,7    | Guanajuato                | MX-GUA     |
| 11. Guerrero           | 3 556 000       | 63 595,9    | Chilpancingo de los Bravo | MX-GRO     |
| 12. Hidalgo            | 3 115 000       | 20 821,4    | Pachuca de Soto           | MX-HID     |
| 13. Jalisco            | 8 400 000       | 78 595,9    | Guadalajara               | MX-JAL     |
| 14. Mexiko             | 17 102 000      | 22 351,8    | Toluca de Lerdo           | MX-MEX     |
| 15. Michoacán          | 4 736 000       | 58 598,7    | Morelia                   | MX-MIC     |
| 16. Morelos            | 2 016 000       | 4 878,9     | Cuernavaca                | MX-MOR     |
| 17. Nayarit            | 1 274 000       | 27 856,5    | Tepic                     | MX-NAY     |
| 18. Nuevo León         | 5 846 000       | 64 156,2    | Monterrey                 | MX-NLE     |
| 19. Oaxaca             | 4 096 000       | 93 757,6    | Oaxaca de Juárez          | MX-OAX     |
| 20. Puebla             | 6 535 000       | 34 309,6    | Puebla de Zaragoza        | MX-PUE     |
| 21. Querétaro          | 2 404 000       | 11 690,6    | Santiago de Querétaro     | MX-QUE     |
| 22. Quintana Roo       | 1 895 000       | 44 705,2    | Chetumal                  | MX-ROO     |
| 23. San Luis Potosí    | 2 815 000       | 61 138,0    | San Luis Potosí           | MX-SLP     |
| 24. Sinaloa            | 3 015 000       | 57 365,4    | Culiacán Rosales          | MX-SIN     |
| 25. Sonora             | 3 006 000       | 179 354,7   | Hermosillo                | MX-SON     |
| 26. Tabasco            | 2 435 000       | 24 730,9    | Villahermosa              | MX-TAB     |
| 27. Tamaulipas         | 3 506 000       | 80 249,3    | Ciudad Victoria           | MX-TAM     |
| 28. Tlaxcala           | 1 405 000       | 3 996,6     | Tlaxcala                  | MX-TLA     |
| 29. Veracruz           | 8 105 000       | 71 823,5    | Xalapa                    | MX-VER     |
| 30. Yucatán            | 2 374 000       | 39 524,4    | Mérida                    | MX-YUC     |
| 31. Zacatecas          | 1 674 000       | 75 275,3    | Zacatecas                 | MX-ZAC     |
| 32. Mexico City        | 9 305 000       | 1 494,3     | Mexico City               | MX-CMX     |